# Comté de Page (Virginie)
Pour le comté de l’Iowa, voir Comté de Page (Iowa).
Le comté de Page est un comté de Virginie, aux États-Unis.

## Zones protégées
- Jeremey's Run Site, site archéologique.